# Otto Fleming (militär)

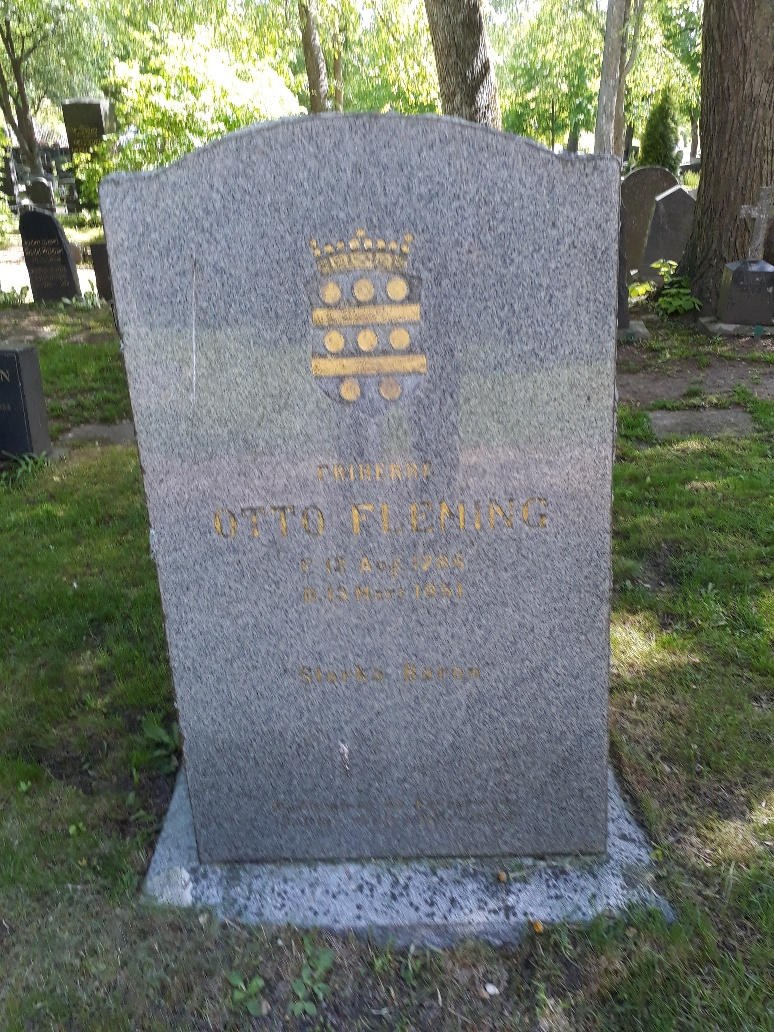
Starke barons grav i Nådendal

Otto Fleming, född 12 augusti 1786 i Villnäs, död 13 mars 1851 i Nådendal, var en finländsk militär.
Otto Fleming var son till hovjunkaren Herman Fleming. Han blev kadett vid Karlberg 1796, utgick därifrån 1797 och blev 1804 löjtnant vid Jägerhornska värvade regementet. 1807 dömdes han för subordinationbrott till två års fängelse på Svartholms fästning. Efter Sveaborgs fall vistades han i London, 1811 blev han fänrik vid Gabardinska regementet och erhöll avsked 1813 med underlöjtnants grad och förvisades då från Finland och Ryssland. 1814 erhöll han tillstånd av kejsar Alexander att återvända till Finland. 1815 blev han uppsyningsman över fångarna på Svartholm. Efter förnyade brott mot duellplakatet dömdes han till avsked och fängelse på Sveaborgs fästning.
Fleming, kallad "Starka Baron", blev ryktbar för sina nästan övernaturliga kroppskrafter och känd som en "finländsk Herkules" bland annat i London, där han kring 1810 besegrade de bästa engelska boxarna. Efter ett äventyrligt liv slog han sig på äldre dagar ned i Nådendal.